# 帕迪·麥克科特
帕迪·麥克科特（英語：Paddy McCourt；1983年12月16日—）是一位北愛爾蘭足球運動員。在場上的位置是邊鋒。他現在效力於英格蘭足球乙級聯賽球隊卢顿足球俱乐部。他也代表北愛爾蘭國家足球隊參賽。

## 外部連結
- Career Stats - season by season
- 足球数据库：Patrick McCourt (2001–2005)的球员统计数据
- 足球数据库：Patrick McCourt (2006–present)的球员统计数据